# 死魂盒
是一部由丹麥導演奧勒·博内代爾執導的美國超自然恐怖片。2012年8月31日於美國上映。
本片是改編自據稱鬧鬼的惡靈盒。博内代爾引用了像《驅魔人》這樣的電影作為靈感。

## 剧情
故事描述剛與妻子史蒂芬妮（姬娜·薛域 飾演）離異的克萊德（杰弗里·迪恩·摩根 飾演）和女兒艾咪（娜塔莎·卡利斯 飾演）在二手市集上（現實生活中則是在eBay）購得一隻由納粹大屠殺的倖存者在二戰結束後，輾轉帶來美國的古董櫃。然而對這只古董櫃所具有的神祕力量毫不知情的艾咪，竟意外釋放了在此櫃中封印多年的古老邪靈，招致詛咒上身。驚覺事態嚴重的克萊德，決定向前妻尋求幫助，兩人將通力合作，解救被邪靈纏身且正面臨死亡威脅的女兒……

## 角色
- 娜塔莎·卡利斯（英语：Natasha Calis） 飾 艾咪（Emily "Em" Brenek）
- 杰弗里·迪恩·摩根 飾 克萊德（Clyde Brenek）
- 姬娜·薛域 飾 史蒂芬妮（Stephanie）
- 麥迪遜·達文波特 飾 漢娜（Hannah Brenek）
- 格蘭·蕭 飾 Brett
- 马太·保罗·米勒 飾 Tzadok Shapir
- Ella Wade 飾 为的卜（Dybbuk）配音
- 奎恩·羅德 飾 學生
- David Hovan 飾 Rabbi Adan
- Brenda Crichlow 飾 Miss Shandy
- Anna Hagan 飾 Eleanor
- Cameron Sprague 飾 Abyzou

## 制作
本片的靈感來源於2002年購物網站ebay上被拍賣的一個盒子最終毀掉買家一家的真實事件。蜘蛛俠系列的製作人山姆·雷米為製片人。2011年上半年在加拿大溫哥華拍攝。

## 评价
媒體綜評46分，爛番茄新鮮度為40%。Roger Ebert給予本片3.5星的肯定（4星滿分）。Richard Roeper也給予B+好評。

## 票房
美國首周末收穫1772萬美圓，名列第一位。次週末以950萬的成績蟬聯冠軍。
| 上一届： 《敢死隊2》 | 2012年美國週末票房冠軍 第35週 第36週 | 下一届： 《生化危機：懲罰》 |